# St. Adalbert (Gawrzyjałki)
Die St.-Adalbert-Kirche in Gawrzyjałki ist ein Bauwerk aus dem beginnenden 20. Jahrhundert. Bis 1945 war sie das zentrale Gotteshaus des evangelischen Kirchspiels Gawrzialken (1928 bis 1945: Wilhelmsthal, Dorf) in Ostpreußen und dient heute als römisch-katholische Pfarrkirche in der polnischen Woiwodschaft Ermland-Masuren.

## Geographische Lage
Gawrzyjałki liegt südöstlich der Kreisstadt Szczytno (deutsch Ortelsburg) an einer Nebenstraße, die bei Olszyny (Olschienen, 1938 bis 1945 Ebendorf) von der polnischen Landesstraße 53 (frühere deutsche Reichsstraße 134) abzweigt und über Pużary (Wilhelmsthal, Gut) nach Lipowiec (Lipowitz, 1933 bis 1945 Lindenort) führt.
Die Kirche steht im Norden des Dorfs an der Westseite der Hauptstraße.

## Kirchengebäude

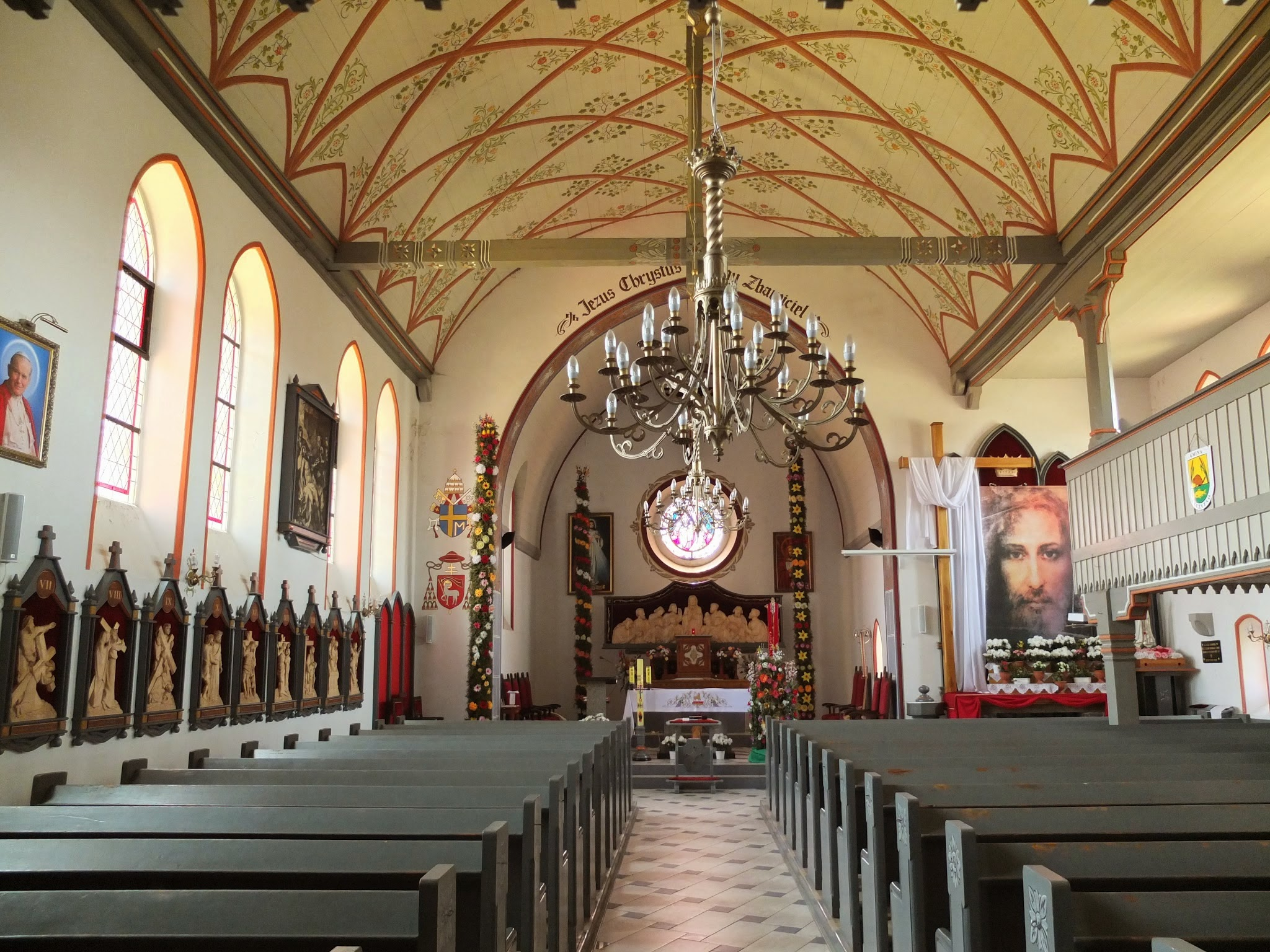
Innenansicht der Kirche (2015)

Der Grundstein für den Bau der Kirche in Gawrzialken wurde im Mai des Jahres 1907 gelegt. Nach eineinhalbjähriger Bauzeit erfolgte am 8. Oktober 1908 die feierliche Einweihung des Gotteshauses.
Die Kirche wurde in Anlehnung an die Backsteingotik des Deutschen Ordens erbaut.
Im Innenraum ist neben der Orgelempore an der Nordseite eine Empore angebracht. Der Altarraum ist vom Kirchenschiff durch Stufen getrennt. Der einst schlichte Altar hat in jüngerer Zeit einen halbhohen Aufsatz erhalten, der aber immer noch den Blick frei gibt auf ein Rundfenster mit Glasmalerei, die den auferstandenen Christus darstellt. Die Kanzel befindet sich außerhalb des Altarraums.
Das Geläut der Kirche besteht aus zwei Glocken.
Nach 1945 wurde das Gotteshaus für den veränderten katholisch-liturgischen Brauch baulich angepasst. Es wurde 1980 der römisch-katholischen Kirche übereignet, die es neu weihte und dem Bischof und Märtyrer Adalbert von Prag widmete.

## Kirchengemeinde

### Evangelisch

#### Kirchengeschichte
Mit der Dorfgründung im Jahre 1788 wurde Gawrzialen in das evangelische Kirchspiel Fürstenwalde (polnisch Księży Lasek) eingegliedert. Um 1880 dann wurde das Dorf dem Kirchspiel Klein Jerutten (polnisch Jerutki) zugeteilt. Im Jahre 1895 schließlich errichtete man das selbständige Kirchspiel Gawrzialken, das 1901 offiziell bestätigt wurde. Anfangs hielt man die Gottesdienste abwechselnd in den Schulen von Gawrzialken und Bialygrund (1934 bis 1945 Weißengrund, polnisch Biały Grunt), bevor sie ab 1908 in der neu errichteten Pfarrkirche stattfinden konnten.
Die Kirchengemeinde Gawrzialken war ohne Kirchenpatronat. Im Jahre 1925 zählte sie 1.672 Gemeindeglieder, von denen die meisten in den umliegenden Dörfern, Ortschaften und Wohnplätzen wohnten. Die Gemeinde gehörte bis 1945 zum Superintendenturbezirk Ortelsburg im Kirchenkreis Ortelsburg innerhalb der Kirchenprovinz Ostpreußen der Kirche der Altpreußischen Union.
Flucht und Vertreibung der einheimischen Bevölkerung brachten das evangelisch-kirchliche Leben nach 1945 zum Erliegen. Heute hier lebende evangelische Kirchenglieder gehören zur Pfarrei in Szczytno innerhalb der Diözese Masuren der Evangelisch-Augsburgischen Kirche in Polen.

#### Kirchspielorte (bis 1945)
Zum Kirchspiel Gawrzialken/Wilhelmsthal gehörten bis 1945 zehn Dörfer:
| Deutscher Name                             | Polnischer Name |  | Deutscher Name                     | Polnischer Name |
| Alt Suchoroß 1938–1945: Ostfließ           | Stary Suchoros  |  | Jeromin                            | Jerominy        |
| Bärenbruch                                 | Niedźwiedzie    |  | Konraden                           | Konrady         |
| *Bialygrund 1934–1945: Weißengrund         | Biały Grunt     |  | *Wawrochen 1938–1945: Deutschheide |                 |
| *Gawrzialken 1928–1945: Wilhelmsthal, Dorf | Gawrzyałki      |  | Wilhelmsthal, Gut                  | Pużary          |
| Groß Jerutten (teilweise)                  | Jeruty          |  | Zielonen 1938–1945: Grünflur       | Zielone         |

#### Pfarrer (bis 1945)
An der Kirche Garzialken/Wilhelmsthal amtierten von 1902 bis 1945 als evangelische Pfarrer:
- Robert Griggo, 1902–1911
- Julius Eckert
- Fritz Schiweck, 1918–1920
- Rudolf Mantze, 1921–1923
- Kurt Skowronneck, 1923–1926
- Gerhard Walther, 1927
- Oswald Krause, 1939–1945

### Römisch-katholisch
Vor 1945 waren die römisch-katholischen Kirchenglieder in der Region Gawrzialken nach Lipowitz (1933 bis 1945 Lindenort, polnisch Lipowiec) im Bistum Ermland eingepfarrt. Nach 1945 siedelten sich polnische Neubürger hier an, die fast ausnahmslos katholischer Konfession waren. Sie nahmen die bisher evangelische Kirche als ihr Gotteshaus in Anspruch, das ihnen dann 1980 übereignet wurde. Am 19. Juni 1982 errichtete hier die Kirche eine eigene Pfarrei, die heute dem Dekanat Rozogi (Friedrichshof) im jetzigen Erzbistum Ermland zugehört. Der Pfarrei, die wie die Kirche den Namen des Adalbert von Prag trägt, ist die Filialgemeinde Olszyny (Olschienen, 1938 bis 1945 Ebendorf) zugeordnet.